# Кирдищев, Гавриил Федотович
Гаврии́л Федо́тович Кирдищев (20.03.1919 — 13.07.1944) — советский офицер, пограничник, младший лейтенант, Герой Советского Союза (посмертно).

## Биография
Родился 20 марта 1919 года в селе Приозёрное ныне Аккольского района Акмолинской области Республики Казахстан. Окончил школу-семилетку, затем — железнодорожную школу ФЗУ в городе Петропавловске Казахской ССР. Работал слесарем в паровозном депо станции Петропавловск.
В 1938 году призван в пограничные войска НКВД, срочную службу проходил на заставах в Армении и на Камчатке. В 1941 году был переведён в 205-й стрелковый полк войск НКВД СССР по охране особо важных предприятий промышленности (Горький). В 1942 году окончил краткосрочные офицерские курсы (курсы младших лейтенантов) Саратовского училища войск НКВД.
В начале 1944 года был назначен заместителем начальника 8-й заставы 13-го пограничного полка, а затем её начальником. Застава охраняла тылы советских войск, освобождавших территорию Украины, Белоруссии и Прибалтики.
1 июля 1944 года в ходе проверки постов им была обнаружена вражеская группа численностью до роты, двигавшаяся в сторону боевого охранения. Застава, в составе 30 человек, под командованием Кирдищева, вступила в бой, в результате которого 34 гитлеровца, в том числе 6 офицеров, было уничтожено, а 24 взято в плен.
13 июля 1944 года застава следовала в деревню Пусталовку Виленского уезда. Боковое охранение сообщило, что в направлении деревни движется фашистский отряд численностью до 300 человек. Гавриил Кирдищев решил принять бой. Завязалась ожесточенная перестрелка, в ходе которой была дана команда ослабить, а затем прекратить огонь, чтобы создать видимость уничтожения заставы. Подпустив фашистов на 50-70 метров, пограничники обрушили на них шквальный огонь, уничтожив основные силы врага, и поднялись в контратаку.
В ходе атаки командир заставы был тяжело ранен, продолжая руководить боем. Младший лейтенант Кирдищев был доставлен в 544 медсанбат, где скончался от ранения в грудь.
Указом Президиума Верховного Совета СССР от 24 марта 1945 года за образцовое выполнение боевых заданий командования на фронте борьбы с немецко-фашистским захватчиками и проявленные при этом мужество и героизм младшему лейтенанту Кирдищеву Гавриилу Федотовичу присвоено звание Героя Советского Союза (посмертно). Награждён орденом Ленина (24.03.1945, посмертно).
Прах Г. Ф. Кирдищева покоится в братской могиле Мемориального ансамбля в память о советских воинах Великой Отечественной войны на Антакальнисе.

## Память
15 мая 1975 года на основании Постановления Совета Министров РСФСР № 319-20 от 15 мая 1975 года имя Кирдищева присвоено пограничной заставе «Налычево» на Камчатке, где он служил до войны. Он был навечно зачислен в списки личного состава, на заставе установлен его бюст.
Его именем названы улицы в Алексеевке, в Петропавловске-Камчатском.
В 2008 году его именем названа средняя школа Акмолинского района Акмолинской области Республики Казахстан.
26 мая 2008 года имя Кирдищева присвоено школе № 28 Петропавловска-Камчатского.
Также в честь Кирдищева назван теплоход Дальневосточного морского пароходства (в строю с 1976), один из рыболовецких траулеров предприятия «Камчаттралфлот».